# Lundbergia trybomi
Lundbergia trybomi är en skalbaggsart som först beskrevs av J. Sahlberg 1876.  Lundbergia trybomi ingår i släktet Lundbergia, och familjen kortvingar. Enligt den finländska rödlistan är arten nära hotad i Finland. Arten är reproducerande i Sverige. Artens livsmiljö är naturmoskogar.